# Чемпіонат світу з хокею із шайбою 2013 (дивізіон III)
Чемпіонат світу з хокею із шайбою 2013 (дивізіон III) — чемпіонат світу з хокею із шайбою, який проходив з 15 квітня по 21 квітня 2013 року у Кейптауні (Південно-Африканська Республіка).

## Кваліфікація
| Збірна                     | М | В | ВО | ПО | П | Ш      | О |
| -------------------------- | - | - | -- | -- | - | ------ | - |
| Об'єднані Арабські Емірати | 3 | 3 | 0  | 0  | 0 | 14 : 3 | 9 |
| Греція                     | 3 | 2 | 0  | 0  | 1 | 18 : 4 | 6 |
| Монголія                   | 3 | 1 | 0  | 0  | 2 | 10 : 8 | 3 |
| Грузія                     | 3 | 0 | 0  | 0  | 3 | 1 : 28 | 0 |

### Результати
| Дата       | Збірна                     | Результат                                                                    | Збірна                     |
| ---------- | -------------------------- | ---------------------------------------------------------------------------- | -------------------------- |
| 14.10.2012 | Монголія                   | 6:0 (1:0, 2:0, 3:0) Протокол [Архівовано 10 червня 2015 у Wayback Machine.]  | Грузія                     |
| 14.10.2012 | Об'єднані Арабські Емірати | 2:0 (1:0, 1:0, 0:0) Протокол [Архівовано 20 лютого 2014 у Wayback Machine.]  | Греція                     |
| 15.10.2012 | Монголія                   | 2:3 (0:1, 1:2, 1:0) Протокол [Архівовано 10 червня 2015 у Wayback Machine.]  | Об'єднані Арабські Емірати |
| 15.10.2012 | Греція                     | 13:0 (4:0, 7:0, 2:0) Протокол [Архівовано 20 лютого 2014 у Wayback Machine.] | Грузія                     |
| 17.10.2012 | Греція                     | 5:2 (1:1, 1:1, 3:0) Протокол [Архівовано 20 лютого 2014 у Wayback Machine.]  | Монголія                   |
| 17.10.2012 | Грузія                     | 1:9 (1:1, 0:4, 0:4) Протокол [Архівовано 20 лютого 2014 у Wayback Machine.]  | Об'єднані Арабські Емірати |

## Підсумкова таблиця
| Збірна                     | М | В | ВО | ПО | П | Ш       | О  |
| -------------------------- | - | - | -- | -- | - | ------- | -- |
| ПАР                        | 5 | 5 | 0  | 0  | 0 | 39 : 8  | 15 |
| Північна Корея             | 5 | 4 | 0  | 0  | 1 | 20 : 11 | 12 |
| Люксембург                 | 5 | 3 | 0  | 0  | 2 | 20 : 13 | 9  |
| Ірландія                   | 5 | 2 | 0  | 0  | 3 | 18 : 20 | 6  |
| Греція                     | 5 | 1 | 0  | 0  | 4 | 11 : 27 | 3  |
| Об'єднані Арабські Емірати | 5 | 0 | 0  | 0  | 5 | 10 : 39 | 0  |

## Результати
| Дата       | Збірна                     | Результат                                                                    | Збірна                     |
| ---------- | -------------------------- | ---------------------------------------------------------------------------- | -------------------------- |
| 15.04.2013 | Північна Корея             | 5:3 (3:1, 1:1, 1:1) Протокол [Архівовано 10 червня 2015 у Wayback Machine.]  | Об'єднані Арабські Емірати |
| 15.04.2013 | Греція                     | 3:6 (1:1, 1:1, 1:4) Протокол [Архівовано 20 лютого 2014 у Wayback Machine.]  | Ірландія                   |
| 15.04.2013 | Люксембург                 | 2:5 (0:0, 2:3, 0:2) Протокол [Архівовано 20 лютого 2014 у Wayback Machine.]  | ПАР                        |
| 16.04.2013 | Об'єднані Арабські Емірати | 3:4 (2:1, 0:3, 1:0) Протокол [Архівовано 11 червня 2015 у Wayback Machine.]  | Греція                     |
| 16.04.2013 | Північна Корея             | 5:2 (2:0, 3:0, 0:2) Протокол [Архівовано 20 лютого 2014 у Wayback Machine.]  | Люксембург                 |
| 16.04.2013 | ПАР                        | 7:4 (1:0, 3:2, 3:2) Протокол [Архівовано 20 лютого 2014 у Wayback Machine.]  | Ірландія                   |
| 18.04.2013 | Люксембург                 | 5:0 (0:0, 2:0, 3:0) Протокол [Архівовано 20 лютого 2014 у Wayback Machine.]  | Ірландія                   |
| 18.04.2013 | Північна Корея             | 7:1 (1:1, 2:0, 5:0) Протокол [Архівовано 20 лютого 2014 у Wayback Machine.]  | Греція                     |
| 18.04.2013 | ПАР                        | 15:0 (7:0, 4:0, 4:0) Протокол [Архівовано 10 червня 2015 у Wayback Machine.] | Об'єднані Арабські Емірати |
| 19.04.2013 | Ірландія                   | 1:2 (0:0, 0:1, 1:1) Протокол [Архівовано 20 лютого 2014 у Wayback Machine.]  | Північна Корея             |
| 19.04.2013 | Об'єднані Арабські Емірати | 1:8 (0:4, 0:3, 1:1) Протокол [Архівовано 20 лютого 2014 у Wayback Machine.]  | Люксембург                 |
| 19.04.2013 | Греція                     | 1:8 (0:2, 0:5, 1:1) Протокол [Архівовано 20 лютого 2014 у Wayback Machine.]  | ПАР                        |
| 21.04.2013 | Люксембург                 | 3:2 (2:0, 0:1, 1:1) Протокол [Архівовано 20 лютого 2014 у Wayback Machine.]  | Греція                     |
| 21.04.2013 | Ірландія                   | 7:3 (3:1, 2:0, 2:2) Протокол [Архівовано 20 лютого 2014 у Wayback Machine.]  | Об'єднані Арабські Емірати |
| 21.04.2013 | ПАР                        | 4:1 (1:0, 1:0, 2:1) Протокол [Архівовано 20 лютого 2014 у Wayback Machine.]  | Північна Корея             |

## Бомбардири
| М  | Гравець           | Країна         | І | Г | П  | О  | ШХ  | +/− |
| -- | ----------------- | -------------- | - | - | -- | -- | --- | --- |
| 1  | Макі Рейнеке      | ПАР            | 5 | 4 | 14 | 18 | +19 | 12  |
| 2  | Джошуа Рейнеке    | ПАР            | 5 | 9 | 7  | 16 | +20 | 16  |
| 3  | Утман Самааї      | ПАР            | 5 | 5 | 10 | 15 | +17 | 8   |
| 4  | Гарет Робертс     | Ірландія       | 5 | 8 | 3  | 11 | +4  | 16  |
| 5  | Саша Бейкс        | Люксембург     | 5 | 4 | 4  | 8  | +7  | 0   |
| 6  | Лі Поньїль        | Північна Корея | 5 | 5 | 2  | 7  | +6  | 4   |
| 7  | Конор Редмонд     | Ірландія       | 5 | 3 | 4  | 7  | −1  | 0   |
| 8  | Робер Беран       | Люксембург     | 5 | 1 | 6  | 7  | 0   | 2   |
| 9  | Панайотіс Кулуріс | Греція         | 5 | 4 | 2  | 6  | −1  | 14  |
| 10 | Тьєррі Беран      | Люксембург     | 5 | 3 | 3  | 6  | +7  | 4   |
| 10 | Кріс Рівз         | ПАР            | 5 | 3 | 3  | 6  | +5  | 0   |
| 10 | Джек Валадас      | ПАР            | 5 | 3 | 3  | 6  | +5  | 0   |

Джерело: IIHF.com [Архівовано 20 лютого 2014 у Wayback Machine.]

## Найкращі воротарі
Список п'яти найращих воротарів, сортованих за відсотком відбитих кидків. У список включені лише ті гравці, які провели щонайменш 40% хвилин.
| Поз | Гравець        | Країна         | ЧНЛ    | ГП | %ВК   | КН   | ША |
| --- | -------------- | -------------- | ------ | -- | ----- | ---- | -- |
| 1   | Мішель Вельтер | Люксембург     | 180:00 | 7  | 92.78 | 2.33 | 1  |
| 2   | Джек Небе      | ПАР            | 260:00 | 8  | 92.59 | 1.85 | 0  |
| 3   | Адам Пеппер    | Ірландія       | 124:42 | 5  | 91.07 | 2.41 | 0  |
| 4   | Пак Кук-Чхоль  | Північна Корея | 191:02 | 6  | 90.48 | 1.88 | 0  |
| 5   | Філіпп Лепаж   | Люксембург     | 192:08 | 6  | 88.46 | 3.00 | 0  |

Джерело: IIHF.com [Архівовано 20 лютого 2014 у Wayback Machine.]

## Нагороди
Найкращі гравці, обрані дирекцією ІІХФ.
- Найкращий воротар:  Мішель Вельтер
- Найкращий захисник:  Лі Поньїль
- Найкращий нападник:  Джошуа Рейнеке

Найкращі гравці кожної з команд
- Панайотіс Кулуріс
- Конор Редмонд
- Бенні Вельтер
- Девід Вотсон
- Юма Аль-Дахері
- Пак Кунхек